# I-23
I-23 — підводний човен типу B1 Імперського флоту Японії, який взяв участь у Другій світовій війні.

## Передвоєнна історія
Корабель спорудили на верфі Yokosuka Navy Yard. Човни типу B, підтипу B1 (він же клас I-15), до яких належав I-23, мали великі розміри (їхня надводна водотоннажність перевищувала підводний показник океанських підводних човнів США) та могли нести розвідувальний літак або, після переобладнання, мінісубмарину для диверсійних операцій.
I-23 завершили у вересні 1941 року та включили до складу 3-ї дивізії підводних човнів. Невдовзі після цього човен провів тренування з використанням розвідувального гідролітака Watanabe E9W1 «Слім».
Наприкінці листопада на I-23 встановили додатковий резервуар з авіаційним пальним для проведення дозаправки літаків у океані.

## Перший похід
20—23 листопада 1941 року човен перейшов із Йокосуки до затоки Хітокаппу на острові Еторофу (наразі затока Касатка на Ітурупі). 26 листопада I-23 вийшов звідси разом із підводними човнами I-19 та I-21, маючи завдання прикривати ударне авіаносне з'єднання, котре повинне було атакувати Перл-Гарбор.
7 грудня, у день нападу на головну базу Тихоокеанського флоту Японії, I-23 перебував разом з ударним з'єднанням. Після атаки всі три підводні човни дістали наказ зібратись у районі за 550 км на схід від острова Мауї.
9 грудня один із підводних човнів виявив авіаносець у супроводі двох крейсерів, після чого I-23 та ще 6 човнів дістали наказ перехопити вороже з'єднання. Щоб виконати наказ, вони пішли у надводному положенні, у якому мали доволі високу швидкість. Утім, наздогнати «Ентерпрайз» так і не вдалось. Під час погоні 10 грудня з I-23 помітили патрульний літак та екстрено занурились, при цьому випадково досягли глибини в майже 120 метрів (при нормальній максимальній глибині у 100 метрів).
11 грудня I-23 перенацілили для дій біля західного узбережжя Північної Америки, в районі затоки Монтерей-Бей (південніше від Сан-Франциско). 19 грудня човен прибув до визначеного району. 20 грудня I-23 атакував артилерією танкер Agwiworld. Загалом випустили 14 снарядів, проте в умовах штормового моря човну так і не вдалось досягнути влучань.
Уже 22 грудня I-23 перенацілили для дій біля атола Пальміра (1800 км на південний захід від Гонолулу). На переході човен тричі зустрічався з ворожими літаками, проте вчасно занурювався та зміг уникнути пошкоджень. 1 січня 1942 року I-23 намагався провести рекогносцирування через перископ атола Пальміра, проте потрапив під вогонь берегової артилерії і був вимушений відійти.
5 січня човен узяв курс на базу на атолі Кваджалейн (Маршаллові острови).

## Другий наліт на Перл-Гарбор
У січні 1942 року японське командування склало план ще одного обмеженого нальоту на Перл-Гарбор, який мали здійснити два чотиримоторні летючі човни Kawanishi H8K «Емілі». Вони мали вилетіти з бази на атолі Вотьє (Маршаллові острови), приземлитись у районі атола Френч-Фрігейт-Шолс (900 км північний захід від Гонолулу) для дозаправки від підводних човнів, після чого продовжити свій рейд.
Під час підготовки операції літаки з американського авіаносця «Ентерпрайз» здійснили 1 лютого атаку на атоли Вотьє та Кваджалейн, при цьому на останньому був потоплений транспорт і пошкоджені легкий крейсер і ще кілька кораблів та суден, зокрема плавуча база підводних човнів «Ясукуні-Мару». I-23 стояв неподалік від неї і в результаті осколками був поранений один із членів обслуги зенітної установки, а також загорівся резервуар для авіаційного пального (утім, ця пожежа не завдала серйозних ушкоджень). Далі човен занурився та в такому положенні чекав до завершення нальотів. Надалі ще 8 підводних човнів отримали наказ вийти на перехоплення ворожого авіаносця, що не призвело до якогось результату.
Тим часом для участі в операції проти Перл-Гарбору відібрали 5 підводних човнів. I-19, I-15 та I-26 дообладнали, розмістивши у їхніх ангарах по шість резервуарів для авіаційного пального. I-9 мав знаходитись між Вотьє та Френч-Фрігейт-Шолс і виконувати функцію маяка, а I-23 повинний був провадити метеорологічну розвідку та, за необхідності, забезпечувати порятунок пілотів у районі самого Перл-Гарбору. 5 лютого човен першим із групи узявся за виконання завдання та рушив до Гаваїв. 8 лютого він опинився за двісті миль на південь від острова Оаху, а потім підійшов до нього ближче.
24 лютого від I-23 отримали останню радіограму. Точна причина його загибелі невідома, проте, ймовірно, вона сталася внаслідок технічних причин. Разом з I-23 загинули всі 96 осіб, що перебували на борту.
Важливо відзначити, що наліт на Перл-Гарбор таки відбувся 5 березня. Хоча сама операція пройшла за планом, скинуті бомби не завдали серйозної шкоди запланованим цілям — ремонтним потужностям, де йшло відновлення пошкоджених кораблів.